# Бібліотека на Воскресенці
Бібліотека на Воскресенці — публічна бібліотека в Дніпровському районі м. Києва.

## Адреса
02125, м. Київ, вул. Остафія Дашкевича, 9.
Як доїхати: від ст. м. «Чернігівська», трамваї № 22, 28, 33, 35.

## Години роботи
- Понеділок — четвер: з 10:00 до 19:00.
- Субота, неділя: з 10:00 до 18:00.
- П'ятниця — вихідний.
- Останній день місяця — санітарний.

## Опис
Площа приміщення бібліотеки — 470 м², бібліотечний фонд — 24 150 примірники. Щорічно обслуговує 4,3 тис. користувачів. Кількість відвідувань за рік — 27,2 тис., книговидач — 78 720 примірників.

## Історія
Бібліотека заснована 1977 року. 1985 року її перейменували на честь російського письменника Костянтина Симонова.
Бібліотека безкоштовно надає інформацію, зібрану в системі каталогів і картотек.
Традиційними для бібліотеки є виставки творів користувачів бібліотеки — майстрів народної вишивки. Друзями і читачами є поети Іван Андрусяк та Олеся Мамчич.
Бібліотека започаткувала рекламні акції «Бібліотека просто неба»: «Книжкова парасолька», «Книжкова масляна», «Читаємо з пелюшок», «Книга вийшла на прогулянку», «Експансія вуличного стилю».
18 січня 2024 року в межах кампанії з декомунізації, яка розпочалася після російського повномасштабного вторгнення в Україну, бібліотека отримала сучасну назву згідно рішення Київської міської ради №7592/7633.